# Stare Racibory
Stare Racibory – wieś w Polsce położona w województwie podlaskim, w powiecie wysokomazowieckim, w gminie Sokoły.
W latach 1975–1998 miejscowość administracyjnie należała do województwa łomżyńskiego.
Wierni kościoła rzymskokatolickiego należą do parafii  Wniebowzięcia NMP w Sokołach.

## Historia
W I Rzeczypospolitej miejscowość należała do ziemi bielskiej.
W roku 1827 wieś liczyła 6 domów i 43 mieszkańców.
Rok 1876:
- powierzchnia użytków rolnych w folwarku wynosiła 168 morgów: grunty orne i ogrody – 112, łąki – 20, pastwiska – 10, las – 20, nieużytki – 6 morgów. Budynków drewnianych 9
- wieś: 5 osad, grunty rolne o powierzchni 39 morgów

Pod koniec XIX w. wieś i folwark należały do powiatu mazowieckiego, gmina i parafia Sokoły.
W roku 1921 Racibory Stare. Naliczono tu 7 budynków z przeznaczeniem mieszkalnym oraz 35 mieszkańców (18 mężczyzn i 17 kobiet). Wszyscy podali narodowość polską.